# Sho't
Sho't (« fouet » en hébreu) est l'appellation donnée par l'armée israélienne à ses chars Centurion de conception britannique modernisés. Les premiers Centurion sont livrés à Israel en avril 1959, à partir de 1963, ils sont ré-armés avec le canon M68 de 105 mm et sont ensuite re-motorisés avec des moteurs Diesel à partir de 1967 sous l'appellation Sho't Kal Alef.

## Historique
Israël passe une première commande de 16 Centurion Mk. 5 et de 44 Mk.8 le 12 janvier 1959. Un total de 135 chars sont livrés entre avril 1959 et octobre 1962. À partir de 1963, ils sont ré-armés avec le canon L7 de 105 mm. Une deuxième commande de 90 Centurions Mk. 5 est passée en 1965, cette dernière sera modifiée avec l'ajout de 50 Mk. 5 en 1967 et de 60 Mk. 5 supplémentaires en 1969. En 1967, un contrat est signé avec Teledyne Continental et Allison pour remplacer le groupe motopropulseur des Sho't, de conception britannique par un moteur Diesel et une boîte automatique de conception américaine. La conversion se termine en mai 1970 et les chars diésélisés prennent alors l'appellation Sho't Kal Alef, « Kal » faisant référence à l'abréviation du motoriste « Continental », à l'origine notée en hébreu שוטקל, qui devait se lire « Cal ». Mais depuis « Cal » signifie aussi « léger » et le ק est plus proche de K que C, le nom de Sho't Kal est plus marquant à l'extérieur du monde de langue hébraïque. À partir de 1974, une mitrailleuse lourde M2 est montée devant le tourelleau du chef de char.

### Histoire opérationnelle
Comme tous les chars ayant participé à la guerre du Kippour, le Sho't s'est avéré extrêmement vulnérables aux roquettes antichars telles que le RPG-2 et RPG-7 et au missile antichar Sagger utilisé en grand nombre par les Égyptiens durant la traversée de la ligne Bar-Lev. On estime que les forces armées israéliennes ont perdu jusqu'à 40 % de leurs groupes de blindés du sud dans les deux premiers jours de la guerre, mettant en évidence la nécessité d'un soutien d'infanterie aux groupes blindés et de l'emploi de chars mieux protégés contre les projectiles à charge creuse, aboutissant à la création du char de combat Merkava Mk. 1.

## Versions
- Sho't : appellation israélienne des chars Centurion Mk. 5 et Mk. 8 armés du canon de 105 mm Sh'rir.
- Sho't Meteor (1970) : nom donné aux Sho't ayant conservé le moteur Meteor durant la re-motorisation des chars.
- Sho't Kal Alef (1970) : Sho't re-motorisé avec le moteur Diesel Teledyne Continental AVDS-1790-2AC. Le Sho't Kal Kal est aussi équipé d'un système de pointage fonctionnant par moteur hydraulique.
- Sho't Kal Bet (1975) : Sho't Kal Alef dont le système hydraulique de pointage de l'armement a été remplacé par une motorisation électrique.
- Sho't Kal Gimel (1979) : Sho't Kal Bet équipé d'un système de stabilisation du canon Honeywell permettant le tir en marche et d'un télémètre laser. Afin de fournir l'énergie électrique nécessaire à ces systèmes, le moteur reçoit un nouvel alternateur. Les pots d'échappement ont également été modifiés. Il est le premier à posséder des tuiles de blindage réactif explosif Blazer.
- Sho't Kal Dalet (1984) : version possédant un viseur équipé d'une caméra thermique, deux batteries de lance-pots fumigène et un manchon anti-arcure autour du tube du canon. Il possède également des tuiles de blindage réactif explosif Blazer.
- Sho't Kal Hey : Sho't Kal Dalet expérimental équipé du système de conduite de tir Gal.

- Eshel ha-Yarden : prototype de lanceur quadritube de missiles sol-sol de 290 mm sur châssis Centurion.
- Tempest : Centurion utilisé par Singapour et modernisé avec l'aide d'Israël sur base des revalorisations du Sho't Kal

## Variantes
- Nagmashot : véhicule blindé de transport de troupe.
- Nagmachon : véhicule blindé de transport de troupe.
- Puma : engin blindé du génie.
- Nakpadon : véhicule blindé de transport de troupe.

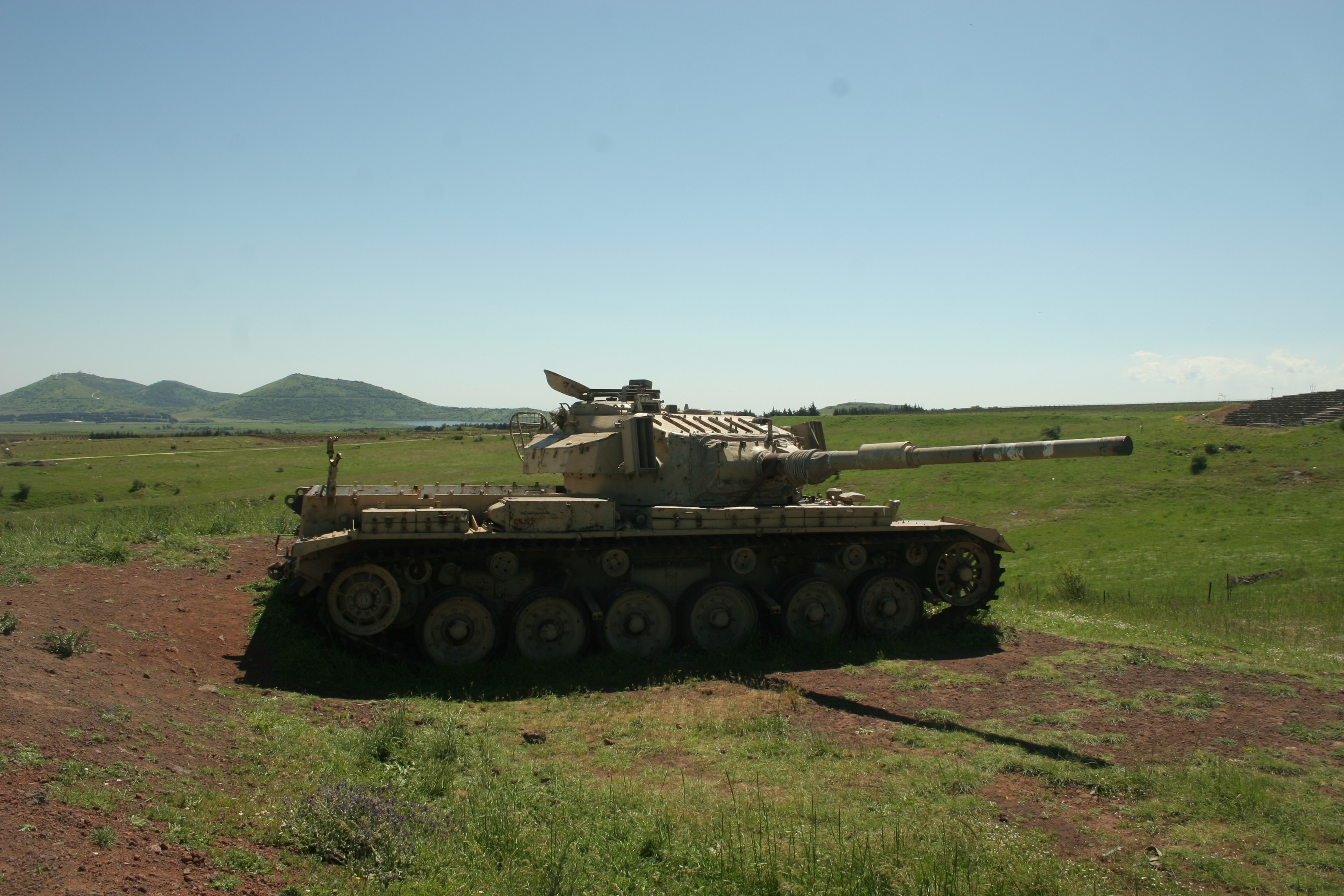
Un char Sho't au mémorial Oz 77, près de la vallée des larmes, sur les hauteurs du Golan.